# Rosh Pinah (Namibia)
Rosh Pinah este un oraș minier situat în sudul Namibiei, în apropierea graniței cu Africa de Sud. Acesta se află la 360 de kilometri sud de Keetmanshoop, în regiunea Karas din Namibia. La vest de oraș se află Zona Diamantifere 1, principala zonă de exploatare a diamantelor din Namibia. Rosh Pinah aparține circumscripției electorale Oranjemund. Orașul este conectat prin drum cu Aus și Oranjemund.
Rosh Pinah găzduiește două mine, Skorpion Zinc și mina Rosh Pinah. Ambele mine extrag în principal zinc și plumb. Ca și alte orașe miniere din Namibia, așezarea a fost creată odată cu deschiderea primei mine. Mina Rosh Pinah a fost înființată în 1969 și funcționează în mod continuu de atunci. Skorpion Zinc a fost deschisă în 2001 și este a opta cea mai mare mină de zinc din lume. Aceasta este cel mai mare angajator din oraș, oferind 1.900 de locuri de muncă.
Orașul depinde în întregime din punct de vedere economic de minele sale, care dețin 90% din proprietăți și furnizează majoritatea locurilor de muncă. 
Decenii de exploatare a minereurilor de plumb și zinc au dus la o expunere cronică la plumb a locuitorilor din Rosh Pinah. În 2020, a fost întocmit un raport de către medicul companiei din mina de zinc, confirmând expunerea cronică la plumb a tuturor celor 30 de copii testați. Raportul nu a fost publicat, iar medicul a fost concediat. Când otrăvirea cu plumb a ieșit la iveală în 2023, mărturiile medicilor locali sugerează sute de cazuri de-a lungul mai multor ani.

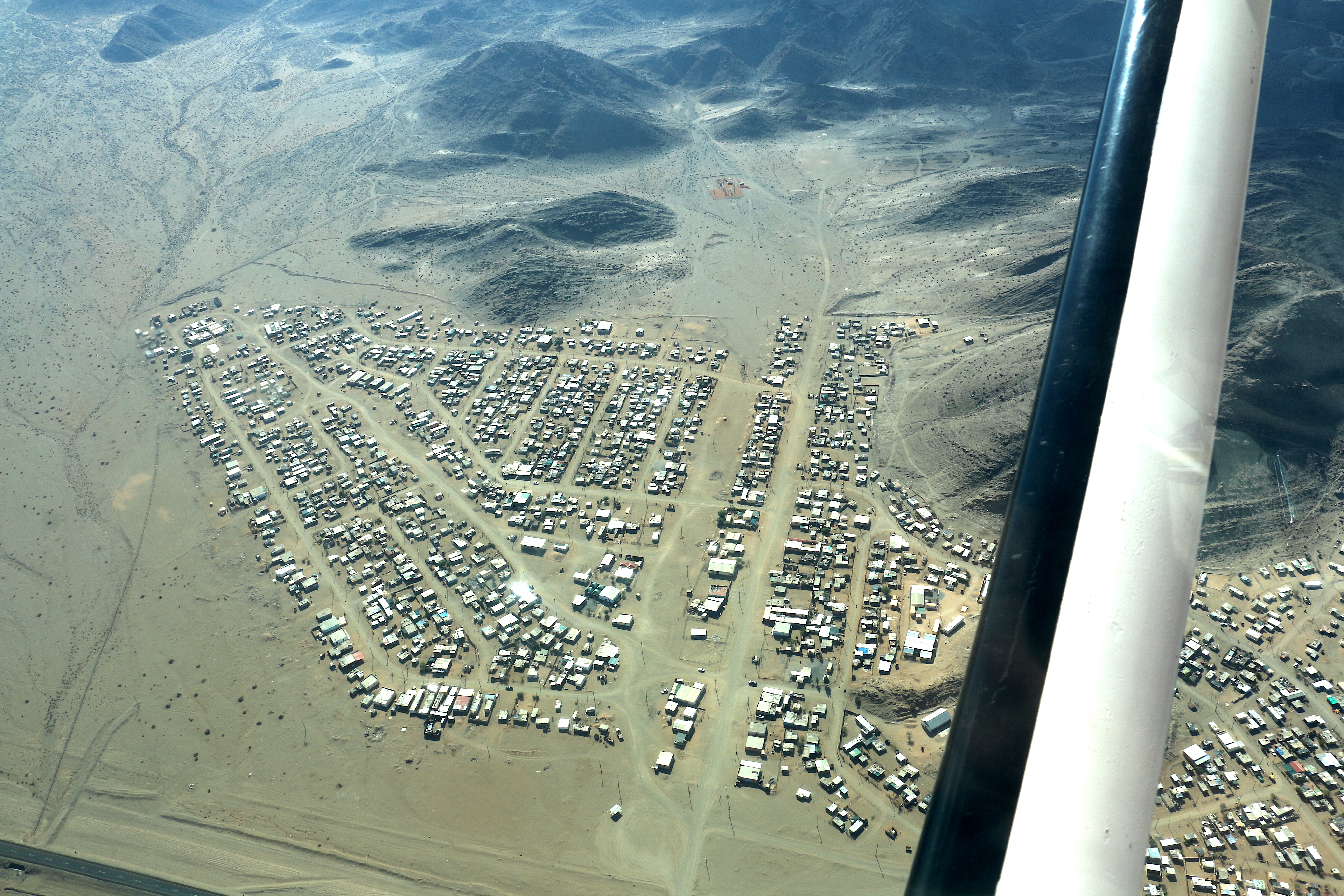
Orașul Rosh Pinah
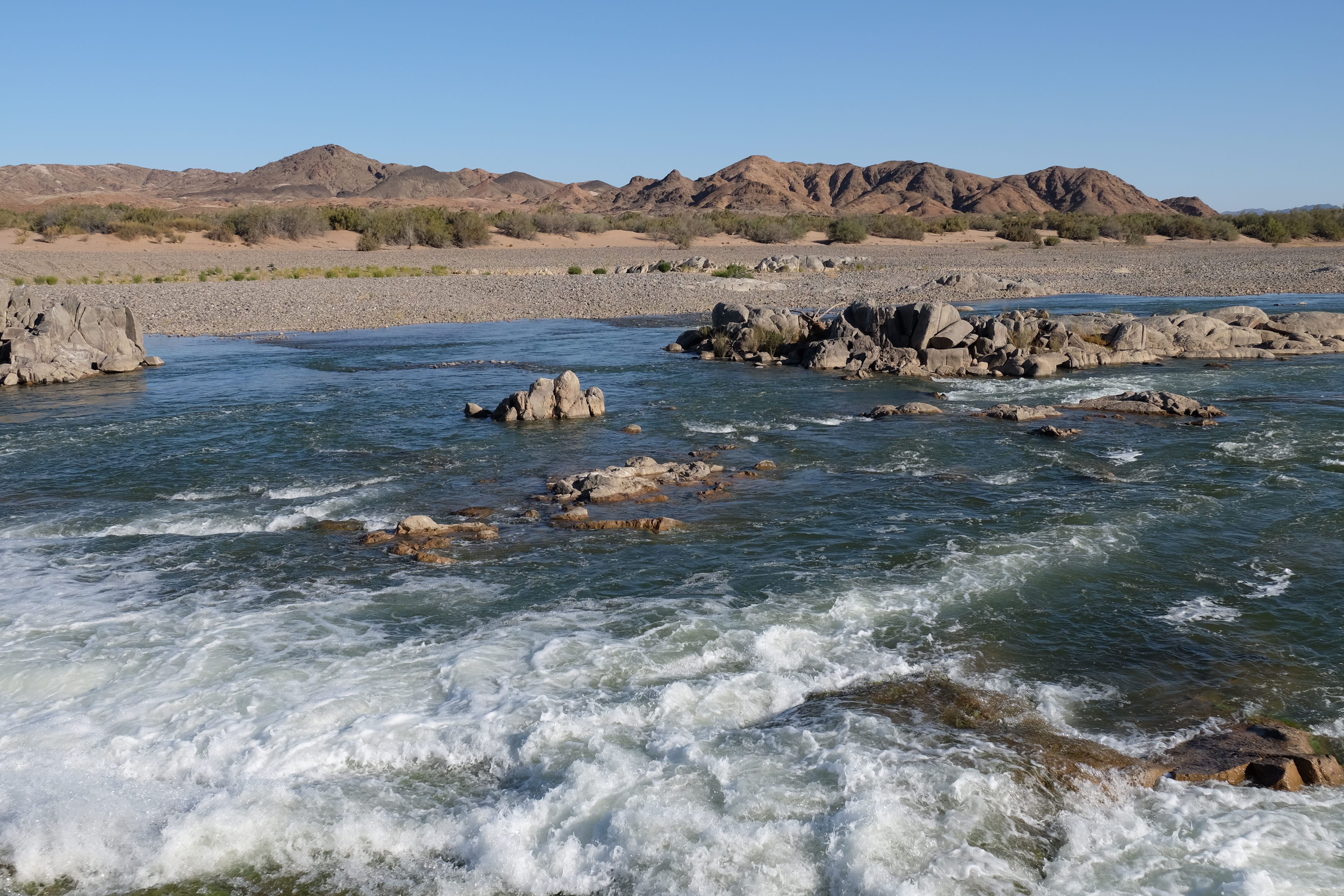
Râul Orange lângă Rosh Pinah (Octombrie 2016)
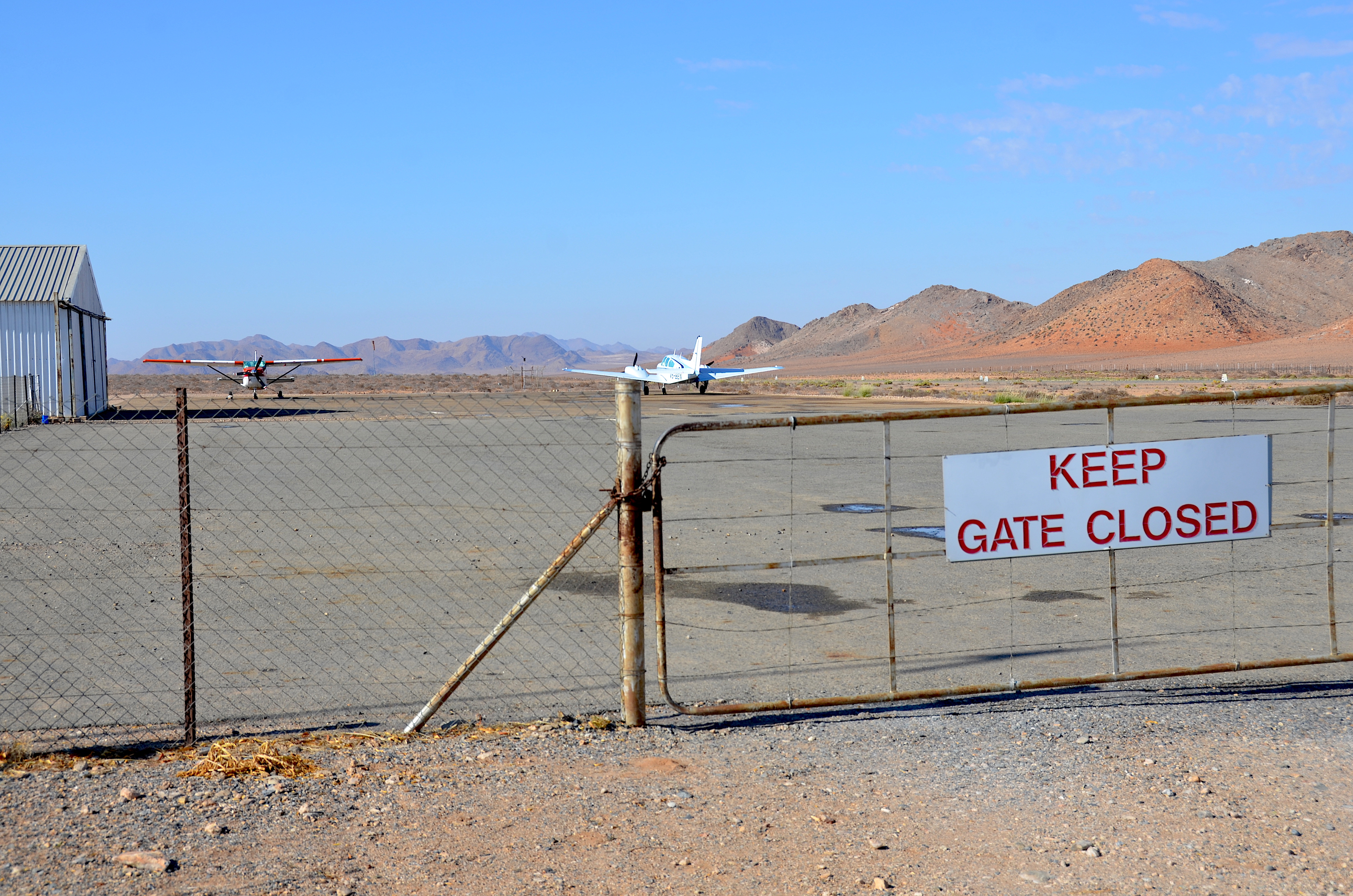
Aerodromul